# Multi Document Interface
MDI (ang. Multi Document Interface - wielodokumentowy interfejs) – sposób prezentacji okienek poprzez graficzny interfejs użytkownika polegający na wyświetlaniu wewnątrz okienka nadrzędnego okienek wchodzących w skład danego programu (aplikacji). Przeciwnym podejściem jest wyświetlanie każdego z okienek osobno, taki sposób prezentacji nosi nazwę SDI (ang. Single Document Interface). Także typ oprogramowania, głównie służącego do pracy z różnego rodzaju dokumentami, lecz nie tylko.
Przykładem Multi Document Interface mogą być pakiety biurowe: OpenOffice.org, Microsoft Word lub WordPerfect a także przeglądarka internetowa Opera.
Istnieją zalety jak i wady obu sposobów prezentacji okienek, istnieją zwolennicy każdego z podejść, ponadto firmy produkujące oprogramowanie zmieniają podejście co do rozwoju swoich aplikacji. Przykładowo w aplikacji Microsoft Office interfejs był zmieniany z MDI na SDI i z powrotem kilka razy.
Wadą niektórych programów typu MDI jest brak informacji o aktualnie otwartym okienku wewnątrz okienka nadrzędnego. Aby uzyskać listę okienek otwartych wewnątrz okienka nadrzędnego należy wybrać z menu "Okno", jeśli opcja ta jest dostępna. Czasami jednak tytuł okienka podrzędnego jest wyświetlany na pasku tytułowym okna głównego - obok tytułu okna głównego. Innym rozwiązaniem jest stosowanie kart do wyświetlania informacji o otwartych okienkach wewnątrz okienka nadrzędnego TDI (ang. Tabbed Document Interface).
Wszystkie otwarte jednocześnie dokumenty są dostępne w jednym oknie głównym programu, jako okna podrzędne. Wobec okien zawierających poszczególne dokumenty (względem okna głównego programu), jest stosowana jest taka sama zasada jak wobec okien różnych programów względem Pulpitu Windows: mogą być maksymalizowane na całe okno główne, minimalizowane do ikony, ustawiane w kaskadę, bądź sąsiadująco.
Programy typu Multi Document Interface pozwalają na wygodną pracę. Użytkownik może edytować jeden dokument, przeglądając równocześnie treść jednego lub kilku innych. Lecz, w odróżnieniu od programów obsługujących tylko jeden dokument jednocześnie, wymagają większej ilości pamięci i szybszego procesora.
Nie należy szufladkować błędnie, iż programy typu MDI służą wyłącznie do pracy z dokumentami (tekstami). Programy komputerowe budowane w tym stylu są również narzędziami do tworzenia i edycji grafiki, dźwięku, wideo i praktycznie każdego innego typu mediów - nośników informacji.
Prawie wszystkie narzędzia do tworzenia graficznych interfejsów użytkownika pozwalają na przynajmniej jedno rozwiązanie do zaprojektowania MDI. Na przykład pakiet Swing dostarcza klasę javax.swing.JDesktopPane, która służy jako kontener dla indywidualnych okienek (klasa javax.swing.JInternalFrame).